# Andy Frankenberger
Andy Frankenberger is een Amerikaans professioneel pokerspeler. Hij schreef in augustus 2010 het $5.000 No Limit Hold'em - Championship Event van Legends of Poker 2010 achter zijn naam. Daarmee won hij een hoofdprijs van $750.000,- en zijn eerste titel op de World Poker Tour (WPT). Op de World Series of Poker 2011 verdiende hij ook zijn eerste WSOP-titel door het $ 1.500 No Limit Hold'em-toernooi te winnen (goed voor $599.153,-).
Frankenberger verdiende tot en met juli 2015 meer dan $2.800.000,- in pokertoernooien (cashgames niet meegerekend). Zijn WPT-resultaten in 2010 maakten hem World Poker Tour Player of the Year van seizoen negen. Hij studeerde af in zowel economie als Russisch aan Duke University.

## Wapenfeiten
Frankenberger verscheen op de radar in de professionele pokerwereld toen hij in het eerste kwartaal van 2010 geldprijzen won op drie verschillende toernooien in Atlantic City. Een paar maanden later speelde hij zich op de World Series of Poker 2010 naar zijn eerste WSOP-cash, na vruchteloze pogingen op de WSOP 2008 en 2009. Frankenberger werd ditmaal 34e in het $5.000 No Limit Hold'em-toernooi en verdiende daarmee $20.845,-. Diezelfde maand won hij het $2.000 No Limit Hold'em-toernooi van het Venetian Deep Stack Extravaganza III 2010 in Las Vegas en daarmee $162.110,-.
Frankenberger liet vervolgens in augustus 461 tegenstanders achter zich in het $5.000 No Limit Hold'em - Championship Event van Legends of Poker 2010 in Los Angeles. Daarmee pakte hij zijn eerste officiële WPT-titel. Twee maanden later werd hij vijfde in het $10.000 No Limit Hold'em - Championship Event van het WPT Festa Al Lago en in december dat jaar zestiende in het $10.000 No Limit Hold'em - Championship Event van de WPT Doyle Brunson Five Diamond World Poker Classic 2010, beide in Las Vegas. Met die drie WPT-resultaten verdiende Frankenberger in totaal meer dan $900.000,- én zoveel punten dat hij World Poker Tour Player of the Year van het negende seizoen werd.
De tweede keer dat Frankenberger zich in het geld speelde op de WSOP, was dat goed voor een volgende hoofdprijs. Op de World Series of Poker 2011 won hij zijn eerste WSOP-titel door 2499 tegenstanders achter zich te laten in het $ 1.500 No Limit Hold'em-toernooi.

## WSOP-titel
| Jaar                       | Toernooi                   | Prijs      |
| -------------------------- | -------------------------- | ---------- |
| World Series of Poker 2011 | $ 1.500 No Limit Hold'em   | $599.153,- |
| World Series of Poker 2012 | $ 10.000 Pot Limit Hold'em | $445.899,- |